# ويليام هنري هنت جليسون
ويليام هنري هنت جليسون (بالإنجليزية: William Henry Hunt Gleason)‏ هو محامي وسياسي أمريكي، ولد في 4 يوليو 1862 ببالتيمور في الولايات المتحدة، وتوفي في 1949 بمقاطعة بريفارد في الولايات المتحدة. حزبياً، نشط في الحزب الجمهوري.